# Adolf Erbslöh
Adolf Erbslöh (Nueva York, 27 de mayo de 1881–Irschenhausen, 2 de mayo de 1947) fue un pintor alemán.
En 1909 realizó su primera exposición personal en el Kunstverein de Barmen. Fue uno de los fundadores -con Wassily Kandinsky, Alexej von Jawlensky, Gabriele Münter, Marianne von Werefkin, Alexander Kanoldt, Wladimir von Bechtejeff, Karl Hofer y Alfred Kubin- de la Neue Künstlervereinigung München (Nueva Asociación de Artistas de Múnich), precursora del movimiento artístico Der Blaue Reiter.

## Obras
- Stilleben, 1908
- Akt mit Strumpfband, 1909
- Mädchen mit rotem Rock, 1910
- Tennisplatz, 1910
- Blumenstrauß, 1910
- Brannenburg, 1911
- Haus im Garten, 1912
- Schwebebahn, 1912
- Desenberg, 1915
- Kirchdorf, 1921
- Die tanzenden Bäume, 1921
- Positano, 1923
- Kamelie, 1924

- Datos: Q361407
- Multimedia: Adolf Erbslöh / Q361407